# Ivan Glaser
Ivan Glaser (* 1938 in Šibenik) ist ein kroatisch-deutscher Jurist und Politologe.
Glaser studierte Rechtswissenschaft, Philosophie und Politologie in Zagreb, Freiburg i.Br. und Erlangen. Er war der erste Doktorand Paul Lorenzens, bei dem er 1969 über sprachkritische Untersuchungen zur Zurechnungsfähigkeit im Strafrecht promovierte. Danach war er an der philosophischen Fakultät der Universität Konstanz tätig, wo er sich 1980 mit “Warum Das Kapital ein Torso blieb” habilitierte.
Glaser übersetzte Luhmanns Werk Legitimation durch Verfahren ins Kroatische. Später befasste er sich in Publikationen und Vorträgen mit der politischen Entwicklung Jugoslawiens und seiner Nachfolgestaaten. 1984–2003 war er außerdem juristischer Dozent am Oberstufen-Kolleg der Universität Bielefeld.

## Werke
- Sprachkritische Untersuchungen zum Strafrecht am Beispiel der Zurechnungsfähigkeit, Bibliograph. Inst., Mannheim 1970, OCLC 63497046.
- Warum „Das Kapital“ ein Torso blieb: historische und systematische Studien, Universität Konstanz, 1979, OCLC 310746868.
- mit Ernst Köhler: Für das kleinere Ganze. Zu einem anderen Verständnis für das Ende Jugoslawiens, Westfälisches Dampfboot, 1986, ISBN 3-924550-80-8.
- Marx’ Kapital – eine Erfindung von Friedrich Engels? Studien zum Historischen Materialismus, Cahiers Cartésiens, 2017. ISBN 978-3000606724
- Marx' Verabschiedung des Historischen Materialismus im "Kapital", LIT Verlag, 2020. ISBN 978-3643912442